# مقر عمليات الاتحاد الأوروبي
 توضح هذه المقالة القيادة والسيطرة (C2) هيكل الاتحاد الأوروبي (EU)، التي يتم نشرها كجزء من سياسة الأمن والدفاع المشترك (CSDP). يتراوح هيكل القيادة والسيطرة هذا من المستوى الاستراتيجي السياسي إلى المستوى التكتيكي. 
على المستوى الاستراتيجي العسكري / المدني، تتم قيادة البعثات بواسطة مقر العمليات (OHQ). بالنسبة لجميع المهام المدنية، تخدم قدرة التخطيط والسلوك المدني (CPCC) هذا الغرض. لكل مهمة عسكرية يتم اختيار المقر الرئيسي من قائمة المرافق المتاحة. لم يقم الاتحاد الأوروبي هيكل القيادة العسكرية الدائمة على طول خطوط من منظمة حلف شمال الأطلسي (الناتو) الحلفاء قيادة عمليات (ACO)، على الرغم من أنه قد تم الاتفاق على أن الموارد ACO يمكن أن تستخدم لتسيير بعثات CSDP للاتحاد الأوروبي. القدرة التخطيطية والسلوكية العسكرية (MPCC)، التي تأسست في عام 2017 والتي سيتم تعزيزها في عام 2020، لا تمثل الخطوة الأولى للاتحاد الأوروبي في تطوير مقر قيادة دائم. 
MPCC وCPCC هما نظيران يتعاونان من خلال خلية تنسيق الدعم المشترك (JSCC). 

## نظر أيضا
- القيادة والسيطرة
- هيكل سياسة الأمن والدفاع المشتركة
- قائمة البعثات العسكرية والمدنية للاتحاد الأوروبي
- اتفاقية برلين بلس
- هيكل الناتو